# Phyllolabis hurdi
Phyllolabis hurdi är en tvåvingeart som beskrevs av Alexander 1964. Phyllolabis hurdi ingår i släktet Phyllolabis och familjen småharkrankar. Inga underarter finns listade i Catalogue of Life.